# Алоха, Скуби-Ду!
„Алоха, Скуби-Ду“ (на английски: Aloha, Scooby-Doo) е анимационен филм от 2005 година, и осмият от поредицата от директните към видео филми, базирани въз основа на съботните сутрешни анимации на „Скуби-Ду“. Продуциран и завършен е от Warner Bros. Animation през 2004 г. и е пуснат на 8 февруари 2005 г. от Warner Bros. Family Entertainment, в който включва авторско право и лого на Hanna-Barbera Cartoons в края. Филмът се излъчи по Cartoon Network на 13 май 2005 г.
Това е също последното изпълнение на Рей Буматай преди неговата смърт през октомври 2005 г. Този филм, заедно с „Скуби-Ду: Гонитба в компютъра“ (Scooby-Doo and the Cyber Chase), са първите филми на „Скуби-Ду“ за пускането им на Blu-ray на 5 април 2011 г.

## Актьорски състав
- Франк Уелкър – Скуби-Ду, Фред Джоунс и Уики-Тики
- Кейси Кейсъм – Шаги Роджърс
- Грей Делайл – Дафни Блейк и Леля Махина
- Минди Кон – Велма Динкли
- Марио Лопес – Ману Туиама
- Рей Буматай – Малкия Джим
- Тери Гар – Кметицата Моли Куин
- Адам Уест – Джаред Муун
- Том Кени – Рубен Лалуна
- Дий Брадли Бейкър – Малкия Тики, Сърфист на колело, Диво прасе
- Тия Карере – Снуки[1]

## В България
В България филмът първоначално е разпространен с дублаж на VHS и DVD от Съни Филмс на 4 май 2005 г. Записът е осъществен в студио Доли. В него участват Даринка Митова и Кристиян Фоков. На 3 април 2010 г. е излъчен по PRO.BG. През 2012 г. е повторен няколко пъти по Cartoon Network.